# Wesley Fofana (labdarúgó)
Wesley Tidjan Fofana (Marseille, 2000. december 17. –) 
francia–elefántcsontparti származású labdarúgó; hátvéd. A Premier Leagueben szereplő Chelsea játékosa.

## Pályafutása

### Saint-Étienne
2015-től három évig szerepelt a klub korosztályos csapataiban, 2018. január 24-én nevezték első alkalommal a felnőttcsapatba, a Troyes elleni francia kupa mérkőzésre.
Március 3-án játszotta első felnőtt mérkőzését a tartalékcsapatban, az  Aurillac Arpajon ellen a francia bajnokság ötödosztályában.
2019. május 18-án debütált profiként, a Ligue 1 - 2018/19-es idény utolsó előtti fordulójában a Nice ellen, december 4-én szerezte első gólját, hazai környezetben a Nice elleni 4–1-re zárult bajnokin.
2019. november 7-én első alkalommal lépett pályára nemzetközi porondon, az Európa Liga "I" csoportkörének negyedik mérkőzésén a PFK Olekszandrija elleni 2–2-s találkozón.

### Leicester City
2020. október 2-án igazolta le a Premier League-ben szereplő klub, egy ötéves szerződést kötve, 36.5 millió fontért. Október 18-án debütált hazai környezetben az Aston Villa elleni 0–1 során.
2021. május 15-én pályára lépett a Chelsea elleni 1–0-ra megnyert angol kupadöntőn.

### Chelsea
2022. augusztus 31-én egy hétévre szóló szerződést kötött a londoniakkal, 70+5 millió fontért.
Szeptember 3-án debütált a West Ham United elleni 2–1-s hazai bajnokin a 2021/22-es szezonban.
Október 5-én szerezte első gólját az AC Milan ellen, a 3–0-s hazai mérkőzés nyitógólját a 24. percben lőtte.
2023. március 4-én szerezte első Premier League találatát a Leeds United ellen, az 1–0-ra végződő találkozó egyetlen gólját szerezte az 53. percben

## Statisztika
2023. április 26-i állapot szerint
| Klub             | Szezon           | Bajnokság        | Bajnokság | Bajnokság | Kupa  | Kupa  | Ligakupa | Ligakupa | Nemzetközi | Nemzetközi | Egyéb | Egyéb | Összes | Összes |
| Klub             | Szezon           | Liga             | Mérk.     | Gólok     | Mérk. | Gólok | Mérk.    | Gólok    | Mérk.      | Gólok      | Mérk. | Gólok | Mérk.  | Gólok  |
| ---------------- | ---------------- | ---------------- | --------- | --------- | ----- | ----- | -------- | -------- | ---------- | ---------- | ----- | ----- | ------ | ------ |
| Saint-Étienne B  | 2017/18          | National 3       | 10        | 0         | —     | —     | —        | —        | —          | —          | —     | —     | 10     | 0      |
| Saint-Étienne B  | 2018/19          | National 2       | 11        | 0         | —     | —     | —        | —        | —          | —          | —     | —     | 11     | 0      |
| Saint-Étienne B  | Összesen         | Összesen         | 21        | 0         | —     | —     | —        | —        | —          | —          | —     | —     | 21     | 0      |
| Saint-Étienne    | 2017/18          | —                | —         | —         | 0     | 0     | —        | —        | —          | —          | —     | —     | 0      | 0      |
| Saint-Étienne    | 2018/19          | Ligue 1          | 2         | 0         | —     | —     | —        | —        | —          | —          | —     | —     | 2      | 0      |
| Saint-Étienne    | 2019/20          | Ligue 1          | 14        | 1         | 6     | 1     | 2        | 0        | 2          | 0          | —     | —     | 24     | 2      |
| Saint-Étienne    | 2020/21          | Ligue 1          | 4         | 0         | —     | —     | —        | —        | —          | —          | —     | —     | 4      | 0      |
| Saint-Étienne    | Összesen         | Összesen         | 20        | 1         | 6     | 1     | 2        | 0        | 2          | 0          | —     | —     | 30     | 2      |
| Leicester City   | 2020/21          | Premier League   | 28        | 0         | 4     | 0     | —        | —        | 6          | 0          | —     | —     | 38     | 0      |
| Leicester City   | 2021/22          | Premier League   | 7         | 0         | —     | —     | —        | —        | 5          | 1          | —     | —     | 12     | 1      |
| Leicester City   | 2022/23          | Premier League   | 2         | 0         | —     | —     | —        | —        | —          | —          | —     | —     | 2      | 0      |
| Leicester City   | Összesen         | Összesen         | 37        | 0         | 4     | 0     | —        | —        | 11         | 1          | —     | —     | 52     | 1      |
| Chelsea          | 2022/23          | Premier League   | 11        | 1         | —     | —     | —        | —        | 5          | 1          | —     | —     | 16     | 2      |
| Chelsea          | Összesen         | Összesen         | 11        | 1         | 0     | 0     | 0        | 0        | 5          | 1          | 0     | 0     | 16     | 2      |
| KARRIER ÖSSZESEN | KARRIER ÖSSZESEN | KARRIER ÖSSZESEN | 89        | 2         | 10    | 1     | 2        | 0        | 18         | 2          | 0     | 0     | 119    | 5      |

1. 1 2  Mérkőzése(i) a(z) Európa Ligában
2. ↑  Mérkőzése(i) a(z) Konferencia Ligában
3. ↑  Mérkőzése(i) a(z) Bajnokok Ligájában

## Sikerei, díjai
- Saint-Étienne
  - Coupe de France második helyezett: 2019/20
- Leicester City
  - FA Kupa: 2020/21